# Guillermo Amor
Guillermo Amor Martínez (Benidorm, Alicante, 4 de diciembre de 1967) es un exfutbolista y entrenador de fútbol español. Jugaba de mediocentro y desarrolló la mayor parte de su carrera en el Fútbol Club Barcelona durante los años 1990. El estadio de su ciudad natal cambió en 2010 su tradicional nombre "Foietes" por el de Guillermo Amor, al ser el futbolista benidormense que mayores logros ha conseguido. También fue internacional con la selección de fútbol de España.

## Trayectoria como jugador
Llegó a las categorías inferiores del Fútbol Club Barcelona en 1980 siendo infantil. Una de las primeras anécdotas es que sustituyó a Diego Armando Maradona en la inauguración del Miniestadi el 23 de septiembre de 1982.
Debuta en el primer equipo delante de la afición en el Trofeo Joan Gamper de 1988, siendo desde entonces una de las piezas clave en el "Dream Team" de Johan Cruyff que ganó, entre otros títulos, la Recopa de Europa en 1989 y 1997, la Copa de Europa de 1992, la Supercopa de Europa en 1992 y 1997 y cuatro Ligas consecutivas.  A lo largo de sus once temporadas en el primer equipo disputó un total de 421 partidos, hecho que le convierte en el noveno jugador que más partidos oficiales ha jugado en el F. C. Barcelona tras Xavi Hernández (767), Andrés Iniesta (630), Carles Puyol (593), Lionel Messi (583), Migueli (549), Víctor Valdés (535), Carles Rexach (449) y Sergio Busquets (432).
El 9 de marzo de 1996, Guillermo Amor marcaba el gol número 4000 en Liga para el F. C. Barcelona en Mestalla frente al Valencia CF.
En el verano de 1998 se desvincula del Barcelona y ficha por la AC Fiorentina de Italia, club en el que permanece dos temporadas, aunque sin participar demasiado. Regresa a la liga española para engrosar las filas del Villarreal CF, donde a lo largo de otras dos campañas sí dispone de un mayor protagonismo, contribuyendo a la antesala de la época más gloriosa de este club castellonense.
Amor puso fin a su carrera deportiva tras militar unos meses en un club escocés de la máxima categoría, el Livingston FC.

## Tras su retirada
En junio de 2005, cuando Joan Laporta asumió la presidencia del F. C. Barcelona, Amor fue designado como el máximo responsable del fútbol base azulgrana, coordinando los equipos de las categorías inferiores y dirigiendo la Ciudad Deportiva Joan Gamper. Ocupó el cargo durante cuatro temporadas, hasta junio de 2007, cuando su contrato no fue renovado por la directiva.
El 16 de diciembre de 2007, cuando regresaba de Valencia a Barcelona tras participar en una retransmisión deportiva, sufrió un accidente de tráfico en la AP-7, a la altura de la localidad catalana de La Ametlla de Mar, que le causó heridas "muy graves", siendo ingresado en la UCI del Hospital Verge de la Cinta de Tortosa. Tras ser intervenido quirúrgicamente por un traumatismo abdominal, recibió el alta médica al cabo de una semana.
En julio de 2010, con la llegada a la presidencia del F. C. Barcelona de Sandro Rosell, Amor fue nombrado director técnico del fútbol formativo del club.
En la temporada 2014-15 llegó al Adelaide United Football Club en calidad de director técnico, y en la 2015-16 pasó a ser el entrenador del primer equipo. En su primera temporada logró ganar tanto la liga regular como las eliminatorias de la A-League (Premiership y Championship). Fue destituido el 10 de mayo de 2017.
En julio de 2017 se hace cargo del fútbol formativo profesional del F. C. Barcelona (Barcelona B y Juveniles A y B) junto con el también ex-azulgrana José Mari Bakero, en sustitución de Pep Segura que pasa a ser el nuevo mánager general del fútbol azulgrana. En octubre de 2017, Amor se convierte en nuevo director de relaciones institucionales y deportivas del Barça.
El 11 de junio del 2021 Guillermo Amor fue despedido por el F. C. Barcelona, por lo que cesó en su cargo como Director de Relaciones Institucionales y Deportivas, además de en sus funciones como portavoz del club.

## Selección nacional
Fue durante ocho años uno de los centrocampistas habituales de la Selección española, entre 1990 y 1998. Disputó un total de 37 partidos y marcó 4 goles con la selección, con Javier Clemente como seleccionador.
Con la selección participó en la Copa del Mundo de Francia 1998, así como en la Eurocopa de 1996 en Inglaterra. En la Eurocopa de 1996 marcó el gol de la victoria contra Rumanía, que sirvió para clasificar a España a la siguiente ronda.

## Clubes como jugador
| Club            | País    | Año       |
| --------------- | ------- | --------- |
| F. C. Barcelona | España  | 1988-1998 |
| Fiorentina      | Italia  | 1998-2000 |
| Villarreal CF   | España  | 2000-2003 |
| Livingston FC   | Escocia | 2003-2005 |

## Títulos como jugador

### Campeonatos europeos
- 1 Copa de Europa - F. C. Barcelona: 1992.
- 2 Recopa de Europa - F. C. Barcelona: 1989 y 1997.
- 2 Supercopa de Europa - F. C. Barcelona: 1992 y 1997.

### Campeonatos nacionales
- 5 Liga española - F. C. Barcelona: 1991, 1992, 1993, 1994 y 1998.
- 3 Copa del Rey - F. C. Barcelona: 1990, 1997 y 1998.
- 4 Supercopa de España - F. C. Barcelona: 1991, 1992, 1994 y 1996.

## Trayectoria como entrenador
En la temporada 2015-16 firma como entrenador del Adelaide United de Australia, donde completa una temporada exitosa en su debut, al ganar la liga de Australia y ser elegido mejor entrenador del año en este país.

## Clubes como entrenador
| Club            | País      | Año       |
| --------------- | --------- | --------- |
| Adelaide United | Australia | 2015-2017 |

## Títulos como entrenador
- 1 A-League 2015-16 - Adelaide United: 2016.

## Premios, reconocimientos y distinciones
- Mejor Deportista Profesional de 1998 en los Premios Deportivos Provinciales de la Diputación de Alicante[11]